# Матилда фон Бранденбург
Матилда от Бранденбург (на немски: Mathilde von Brandenburg; * 1210; † 10 юни 1261, Люнебург) от род Аскани, е маркграфиня от Бранденбург и чрез женитба херцогиня на Брауншвайг-Люнебург.

## Живот
Дъщеря е на маркграф Албрехт II фон Бранденбург (1150 – 1220), маркграф на Бранденбург, и съпругата му Матилда от Лужица (1185 – 1225), дъщеря на граф Конрад II от род Ветини, и полската херцогска дъщеря Елизабет от род Пясти.
През 1219 г. папа Хонорий III дава съгласието си за нейната женитба. През 1228 г. Матилда се омъжва в Брауншвайг за роднината си Ото Детето (* 1204, † 1252) от Велфите, от 1235 г. първият херцог на Брауншвайг-Люнебург. Той е син на херцог Вилхелм фон Люнебург.

## Деца
Матилда и Ото I имат 10 деца:
- Матилда († 1295/96) ∞ 1245 граф Хайнрих II Мазния от Анхалт (1215–сл. 1266); по-късно игуменка на Гернроде
- Хелена (ок. 1231 – 1273)

1. ∞ 1239/40 ландграф Херман II от Тюрингия (1224 – 1241)
2. ∞ 1247/48 херцог Албрехт I от Саксония-Витенберг (1212 – 1261)

- Ото († 1247)
- Елизабета († 1266), немска кралица ∞ 1252 граф Вилхелм II от Холандия (1227 – 1256), римско-немски крал
- Албрехт I Велики (1236 – 1279)

1. ∞ 1252 Елизабета Брабантска (1243 – 1261), дъщеря на херцог Хайнрих II от Брабант
2. ∞ 1266 Аделазия от Монферат (1253 – 1285)

- Йохан I от Люнебург (1242 – 1277) ∞ 1265 Лиутгард от Холщайн († сл. 1289)
- Ото I († 1279), епископ на Хилдесхайм
- Конрад I († 1300), епископ на Ферден
- Аделхайд († 1274) ∞ 1263 ландграф Хайнрих I Детето от Хесен (1244 – 1308), син на херцог Хайнрих II от Брабант
- Агнес († сл. 1302) ∞ 1263 княз Вислав II от Рюген († 1302)